# SwizZz
SwizZz (справжнє ім'я: Джастін Ріттер) — американський репер. Відомий співпрацею з другом дитинства Hopsin та укладенням угоди з його лейблом Funk Volume, одним із співзасновників якого також є старший брат Дейм Ріттер. Наразі готує свій дебютний студійний альбом. За словами репера, його улюблені виконавці: Jay-Z, Lil Wayne, Тупак Шакур, Eminem, DMX, 50 Cent, Taking Back Sunday, The Used та Circa Survive.

## Ранні роки
SwizZz познайомився з Маркусом Гопсоном у середній школі, де вони були однокласниками й невдовзі стали близькими друзями. Після закінчення школи SwizZz вступив до університету Каліфорнії в Ірвіні, однак за 2 роки вирішив призупинити навчання заради музичної кар'єри. Ще в шкільні роки Джастіну було важко обрати майбутню спеціальність.

## Музична кар'єра

### 2009–2012: Створення Funk Volume,Good Morning SwizZzle
У 2009 Hopsin та Демієн Ріттер заснували незалежний лейбл Funk Volume. SwizZz став одним з його перших підписантів. 18 червня 2009 для промоції компанії видали спільний мікстейп Hopsin і SwizZz Haywire. Funk Volume спершу хотіли продавати реліз, однак це виявилося неможливим через чинний на той час контракт Hopsin з Ruthless Records. На DatPiff мікстейп сертифікували золотим (за критеріями сайту), його безкоштовно завантажили понад 100 тис. разів. Пізніше реліз став приступним для купівлі у цифровому форматі на iTunes та Amazon.com.
SwizZz узяв участь у записі 3 пісень з RAW, другої платівки Hopsin (2010). 25 лютого 2011 оприлюднили відеокліп на спільний з альбому трек «How Do You Like Me Now». Після цього репер вирушив у двомісячний тур Hopsin, I Am RAW. 25 червня 2011 SwizZz випустив перший сольний мікстейп Good Morning SwizZzle, заявивши також, що його дебютний альбом під робочою назвою Rock, Paper, SwizZzors вийде у 2012.

### 2012-дотепер: Гастролі, дебютний альбом
Наприкінці 2012 SwizZz був у міжнародному турі з Hopsin, Діззі Райтом, Джарреном Бентоном і DJ Hoppa впродовж 2 місяців (54 концерти за 60 днів у США, Європі й Австралії). 11 листопада 2013 випустили документальний фільм з матеріалом знятим під час турне. Після виходу My Grandma's Basement Бентона Funk Volume анонсували найближчі наступні релізи: Knock Madness, міні-альбом Діззі Райта The Second Agreement та дебютну платівку SwizZz.
1 серпня 2013 відбулась прем'єра кліпу й водночас першого сольного синглу «Zoom In», продюсер: SwizZz. Трек став приступним для платного цифрового завантаження 9 серпня. У листопаді 2013 SwizZz заявив, що його студійний альбом вийде на початку 2014, пояснивши затримку особистими проблемами.

## Дискографія

### Мікстейпи
| Назва                    | Деталі альбому                                                                  |
| ------------------------ | ------------------------------------------------------------------------------- |
| Haywire (разом з Hopsin) | - Випущений: 18 червня 2009 - Лейбл: Funk Volume - Формат: Цифрове завантаження |
| Good Morning SwizZzle    | - Випущений: June 25, 2011 - Лейбл: Funk Volume - Формат: Цифрове завантаження  |

### Сингли

#### Власні
| «Funk Volume 2013» (разом з Jarren Benton, Hopsin, Dizzy Wright та DJ Hoppa) | 2013 | — | — | — | — |
| «Zoom In»                                                                    | 2013 | — | — | — | — |
| «—» означає, що запис не потрапив до чарту.                                  |      |   |   |   |   |

#### Інших виконавців
| Назва                                                                      | Рік  | Найвищі чартові позиції | Найвищі чартові позиції | Найвищі чартові позиції |
| Назва                                                                      | Рік  | США                     | US R&B                  | US Rap                  |
| -------------------------------------------------------------------------- | ---- | ----------------------- | ----------------------- | ----------------------- |
| «Night Crawler» (Lucid з участю SwizZz)                                    | 2012 | —                       | —                       | —                       |
| «Favorite Rapper» (Seven Cities Syndicate з участю SwizZz та Jesse Taylor) | 2012 | —                       | —                       | —                       |
| «The Game» (Tilt з участю SwizZz)                                          | 2013 | —                       | —                       | —                       |
| «Dedicated» (Nay Nay з участю SwizZz)                                      | 2013 | —                       | —                       | —                       |

### Відеокліпи

#### Власні
- 2013: «Funk Volume 2013» (разом з Jarren Benton, Hopsin, Dizzy Wright та DJ Hoppa)
- 2012: «Crank»
- 2013: «Zoom In»

#### Інших виконавців
- 2011: «How Do You Like Me Now» (Hopsin з уч. SwizZz)
- 2013: «Go Off» (Jarren Benton з уч. Hopsin та SwizZz)
- 2013: «The Flavor» (Dizzy Wright з уч. Hopsin та SwizZz)
- 2015: «Hoppa's Cypher» (DJ Hoppa з уч. Jarren Benton, Dizzy Wright, SwizZz та Hopsin)

### Гостьові появи
- 2010: «How You Like Me Now» (Hopsin з уч. SwizZz)
- 2010: «I Am RAW» (Hopsin з уч. SwizZz)
- 2010: «I'm Not Crazy» (Hopsin з уч. SwizZz та Cryptic Wisdom)
- 2010: «Outcast» (KidCrusher з уч. SwizZz та Chico)
- 2012: «Raw Talk» (Stevie Stone з уч. SwizZz та Hopsin)
- 2013: «Go Off» (Jarren Benton з уч. SwizZz та Hopsin)
- 2013: «Jungle Bash» (Hopsin з уч. SwizZz)
- 2013: «Long Days, Cold Nights» (Futuristic з уч. SwizZz)
- 2013: «The Flavor» (Dizzy Wright з уч. SwizZz)
- 2015: «Explain Myself» (Dizzy Wright з уч. SwizZz, Jarren Benton та Hopsin)
- 2015: «FV Till I Die» (Hopsin з уч. SwizZz)
- 2015: «Hallelujah» (Jarren Benton з уч. Dizzy Wright та SwizZz)
- 2015: «Home Invasion» (DJ Hoppa з уч. SwizZz та Hopsin)
- 2015: «Hoppa's Cypher» (DJ Hoppa з уч. Jarren Benton, Dizzy Wright, SwizZz та Hopsin)
- 2015: «Leave No Witness» (DJ Hoppa з уч. Jarren Benton, Demrick та SwizZz)
- 2015: «Nobody's Safe» (Demrick і DJ Hoppa з уч. Jarren Benton, SwizZz та Madchild)